# Krzysztof Maciejewski (piłkarz ręczny)
Krzysztof Maciejewski (ur. 24 marca 1979 w Tczewie) – polski piłkarz ręczny, grający na pozycji kołowego. Pierwszy trener zespołu Warmia Anders Group Społem Olsztyn.
Wychowanek Sambora Tczew. Występował także w AZS AWF Biała Podlaska
Od 2014 roku I trener II ligowego KS DBK SZCZYPIORNIAK OLSZTYN.